# Giovanni Battista Venturi
 Giovanni Battista Venturi  (1746 - 1822) fou un físic italià. Va descobrir l'efecte Venturi del qual pren el seu epònim. Va ser l'epònim també de la trompa d'aigua, bomba aspiradora suau, i el tub Venturi, instrument per a mesurar cabal hidràulic.

## Biografia
Va néixer a Bibbiano, Itàlia i va ser contemporani de personatges com Leonhard Euler i de Daniel Bernoulli. Va ser alumne de Lazzaro Spallanzani i ordenat sacerdot el 1769. En aquest mateix any és nomenat com a professor de lògica al seminari de Reggio Emilia. El 1774 es va convertir en professor de geometria i filosofia a la Universitat de Mòdena, on el 1776 es va convertir en professor de física.
Venturi va ser el primer que va mostrar la importància de Leonardo da Vinci com a científic, i compilar i va publicar molts dels manuscrits i cartes de Galileu.
Va morir a Reggio Emilia, Itàlia en 1822.